# 八德路 (大寮區)
八德路（Bade Rd.）為高雄市大寮區的南北向道路，起端銜接大寮區成功路，末端為光明路三段，是往來鳥松區及大寮區重要道路。

## 行經行政區域
- 大寮區

## 沿線設施
（由北至南）
- 中華電信大寮中庄特約中心
- 全家便利商店大發中庄店
- 7-ELEVEN德庄門市
- 中庄朝中宮
- OK超商大寮中庄店
- 高雄市政府消防局第三大隊第二中隊中庄分隊
- 中庄福德祠
- 高雄市私立真安老人長期照顧中心

## 公共自行車
- 高雄市公共自行車租賃系統：
  - 中庄福德祠：八德路328-1號

## 相關連結
- 高雄市主要道路列表